# 1908-as magyar teniszbajnokság
Az 1908-as magyar teniszbajnokság a tizenötödik magyar bajnokság volt. Ettől az évtől női egyéniben is rendeztek bajnokságot, valamint kihívásos rendszert vezettek be, vagyis az előző évi bajnoknak (a bajnokság védőjének) jogában áll dönteni, hogy az egész versenyben részt vesz-e, vagy csak a bajnoki döntőben mérkőzik-e odáig feljutott ellenfelével. A bajnokságot május 20. és 23. között rendezték meg Budapesten, a BLTC margitszigeti pályáján.

## Eredmények
| Versenyszám  | Arany                | Arany | Ezüst              | Ezüst | Bronz                                         | Bronz |
| ------------ | -------------------- | ----- | ------------------ | ----- | --------------------------------------------- | ----- |
| Férfi egyéni | Tóth Ede BLTC        |       | Takács József BBTE |       | Kirchlechner István ?Szaczelláry György ?     |       |
| Női egyéni   | Madarász Margit BLTC |       | Cséry Katalin BLTC |       | báró Haupt-Stummer Gertrúd ?Egyedy Margit MAC |       |

Megjegyzés: Zsigmondy Jenő (BLTC), a tavalyi bajnok vesztett a kihívásos döntőben, ezért semmilyen helyezést sem ért el az ez évi szabályok értelmében.